# ヴィル＝スー＝アンジュー
ヴィル＝スー＝アンジュー （Ville-sous-Anjou）は、フランス、オーヴェルニュ＝ローヌ＝アルプ地域圏、イゼール県のコミューン。

## 地理
イゼール県のテリトワール（手続きを簡素化し、事例の処理を容易にするため設置された県議会の分局。県内に13ある）の1つ、イゼール・ローダニエンヌに属するコミューンである。最寄りの高速道路でシャナから5km、ヴィエンヌの南25km、リヨンから60km、グルノーブルの西80kmに位置する。
コミューンの風景は、北の平野と東の丘陵である。コミューンでは、サンヌ川とその支流ヴェシア川が交差する。コミューンで最も標高の高い場所はマドンヌと呼ばれる場所である。そこからは西にローヌ川谷、ピラ山地、東にアルプス山脈が見える。

## 人口統計
| 1962年 | 1968年 | 1975年 | 1982年 | 1990年 | 1999年 | 2005年 | 2015年 |
| ------ | ------ | ------ | ------ | ------ | ------ | ------ | ------ |
| 587    | 606    | 587    | 765    | 920    | 1009   | 1076   | 1203   |

参照元:1962年から1999年までは複数コミューンに住所登録をする者の重複分を除いたもの。それ以降は当該コミューンの人口統計によるもの。1999年までEHESS/Cassini、2006年以降INSEE

## 参照
1. ↑  http://cassini.ehess.fr/cassini/fr/html/fiche.php?select_resultat=40569
2. ↑  https://www.insee.fr/fr/statistiques/3293086?geo=COM-38556
3. ↑  http://www.insee.fr